# Sergej Bida
Sergej Olegovič Bida (in russo Сергей Олегович Бида?; Mosca, 13 dicembre 1993) è uno schermidore russo, specializzato nella spada.

## Palmarès
- Giochi olimpici

Tokyo 2020: argento nella spada a squadre.
- Mondiali di scherma

Wuxi 2018: bronzo nella spada a squadre.
Budapest 2019: argento nella spada individuale.
- Europei di scherma

Strasburgo 2014: bronzo nella spada a squadre.
Tbilisi 2017: oro nella spada a squadre.
Novi Sad 2018: oro nella spada a squadre.
Düsseldorf 2019: oro nella spada a squadre.
- Giochi europei

Baku 2015: argento nella spada a squadre